# Alessandro d’Este

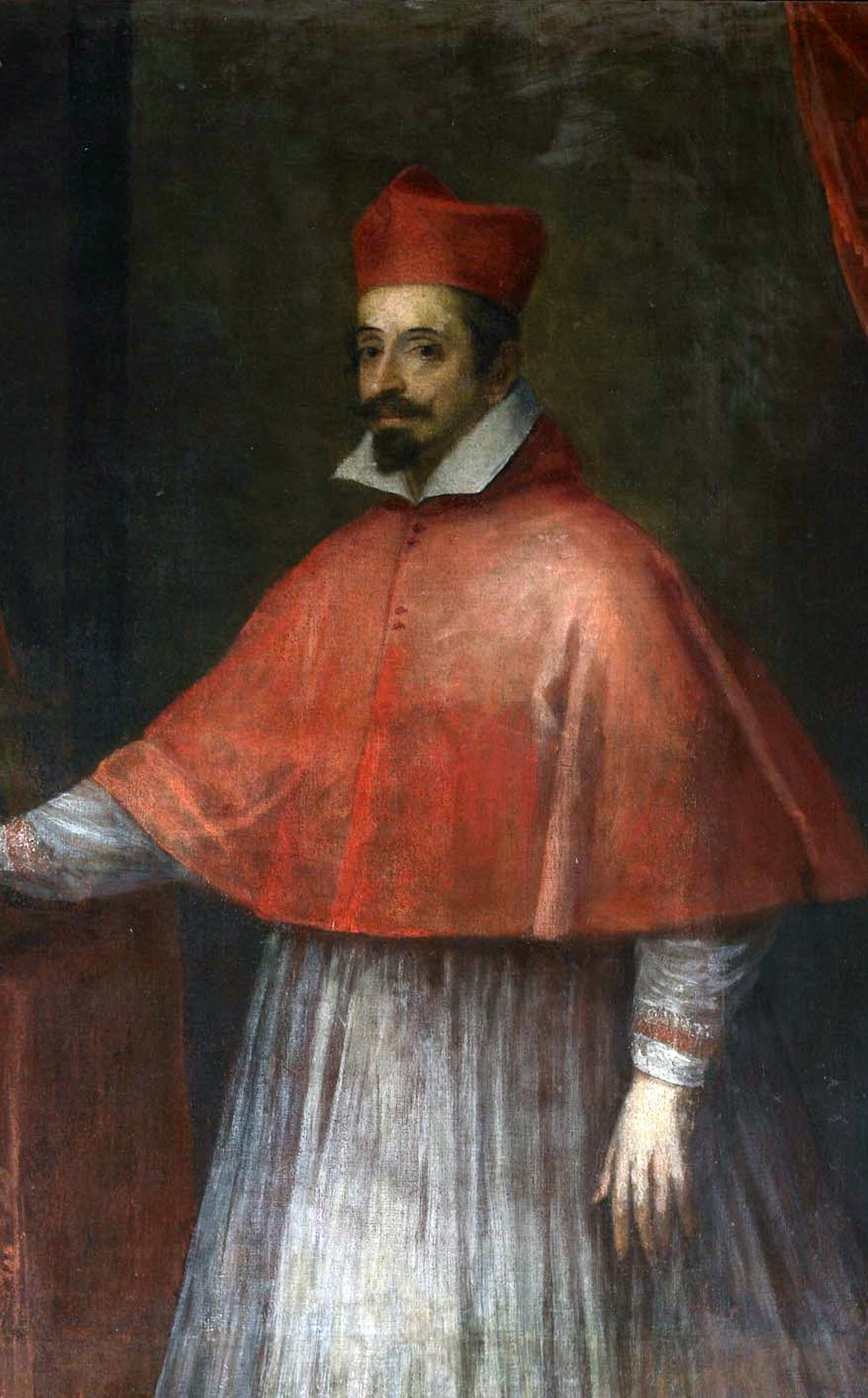
Alessandro Kardinal d’Este (Porträt von Sante Peranda, um 1614)

Alessandro d’Este (* 5. Mai 1568 in Ferrara; † 13. Mai 1624 in Rom) war ein Kardinal aus dem Haus Este.

## Leben
Alessandro d’Este wurde als unehelicher Sohn des Markgrafen von Montecchio Alfonso d’Este geboren und von seinem Onkel Alfonso II., Herzog von Ferrara, früh für eine kirchliche Karriere ausersehen. Im Januar 1587 wurde er Erzpriester in Bondeno und Abt der Abtei Pomposa.
Papst Clemens VIII. nahm ihn im Konsistorium vom 3. März 1599 als Kardinaldiakon von Sant’Adriano ins Kardinalskollegium auf. Der Papst erteilte ihm im Folgemonat die Dispens von der Diakonenweihe. Ebenfalls 1599 wurde er Kardinalprotektor der spanischen Krone. D’Este, in seiner Jugend für einen lockeren Lebenswandel bekannt, entwickelte eine tiefe Religiosität und wandte sich insbesondere gegen die prunkvollen Zeremonien am päpstlichen Hof. Er unterstützte den Orden der Theatiner und forcierte deren Niederlassung in Modena. Politisch stand er weiterhin auf der Seite seiner Familie im Herzogtum Ferrara. Während des Krieges um die Landschaft Garfagnana 1613 reiste er nach Spanien, um für die Familie d’Este vermittelnd einzutreten. Dort erhielt er von König Philipp III. die Anerkennung der Ansprüche seiner Familie auf dieses Gebiet. Zudem erreichte er, seit 1605 Gouverneur von Tivoli, dass die dortige Villa d’Este dauerhaft im Besitz seiner Familie stand; diese gehörte zuvor dem Kardinalskollegium.
Alessandro d’Este, unter anderem mit den Kardinälen Robert Bellarmin und Carlo Emmanuele Pio di Savoia befreundet, nahm eine einflussreiche Stellung im Kardinalskollegium ein. 1605 war er entscheidend an der Wahl Leos XI. und Pauls V. beteiligt, nachdem er zuvor jeweils die Wahl des von französischer Seite favorisierten Pietro Aldobrandini verhindert hatte. Im Konklave von 1621 nahm er nach einer Pattsituation erneut eine entscheidende Rolle ein, als er schließlich die Wahl des als neutral geltenden Alessandro Ludovisi zu Papst Gregor XV. vorantrieb. Im selben Jahr wurde er zum Bischof von Reggio Emilia ernannt. Am 18. Oktober 1621 wurde er von Gregor XV. persönlich zum Priester geweiht, ehe er am 3. April 1622 die Bischofsweihe empfing.
Papst Urban VIII. nahm D’Este, der zuvor Inhaber mehrerer Titeldiakonien und Kardinalprotodiakon war, im Oktober 1623 in die Klasse der Kardinalpriester auf und wies ihm die Titelkirche Santa Maria della Pace zu. Er starb nach langer Krankheit in Rom und wurde in Tivoli beigesetzt.